# Tom Stacks

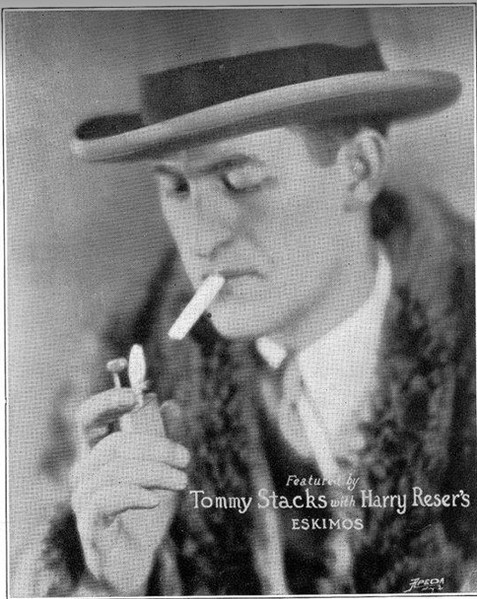
Tom Stacks

Thomas De Armen „Tom“ Stacks (* 9. November 1899 in Harrisburg (Pennsylvania); † 19. Februar 1936) war ein US-amerikanischer Jazzmusiker (Schlagzeug), der sich auch als Novelty-Sänger betätigte.

## Leben und Wirken
Tom Stacks war in der New Yorker Musikszene aktiv und spielte ab 1922 in den Jazz- und Novelty-Bands von Nathan Glantz, Bill Wirges, Isham Jones und für Labels wie Okeh Records, Pathé, Banner in Studioformationen (u. a. mit Red Nichols, Tommy Gott und Sam Lewis) unter Leitung von Harry Reser wie den Okeh Syncopators oder The Volunteer Firemen. 1926 begleitete er die Sängerin Lee Morse. Ab 1926 trat er auch als Vokalist in Erscheinung, mit Nummern wie „When Yuba Plays the Rhumba on the Tuba“ (mit Six Jumping Jacks), „My Troubles Are Over“, „Crazy Rhythm“ und „Piccolo Pete“ (mit Harry Reser's Syncopators), „The Prune Song“ (mit Six Jumping Jacks) oder „Hum Your Troubles Away“ (mit The Night Club Orchestra.).
Ab 1927 spielte Stacks weiterhin in Studioformationen wie Sam Lanin's Dance Orchestra, Larry Abbott and His Orchestra, Irving Mills’ Merry Makers, 1930 noch in Frank Auburn's Orchestra. Im Bereich des Jazz war er laut Tom Lord zwischen 1922 und 1930 an 47 Aufnahmesessions beteiligt.
Anfang 1936 war Stacks der Schlagzeuger im fünfköpfigen Earl Carpenter Orchestra. Das Quintett spielte im chinesischen Restaurant von Lum im zweiten Stock eines dreistöckigen Gebäudes in der 735 Lexington Avenue an der südöstlichen Ecke der 59th Street. Am Abend des 12. Februar 1936 spielte Carpenter's Band in dem Lokal. Stacks wurde bei einem dort ausgebrochenen Brand schwer verletzt und starb bald darauf an seinen Verletzungen.